# Дан О'Херлихи
Даниъл Питър О'Херлихи (на английски: Daniel Peter O'Herlihy) е ирландско-американски актьор.

## Биография
Роден е на 1 май 1919 година в Уексфорд. През 1944 година завършва архитектура в Дъблинския университетски колеж, след което започва да играе в киното, а през 1948 година се премества в Съединените щати. За ролята си в „Робинзон Крузо“ („Robinson Crusoe“, 1954) е номиниран за „Оскар“ за мъжка роля. През следващите години участва във филми, като „Хелоуин 3: Сезонът на вещицата“ („Halloween III: Season of the Witch“, 1982), „Последният звезден боец“ („The Last Starfighter“, 1984), „Робокоп“ („RoboCop“, 1987), „Робокоп 2“ („Robocop 2“, 1990), „Туин Пийкс“ („Twin Peaks“, 1990 – 1991).
Дан О'Херлихи умира на 17 февруари 2005 година в Малибу.

## Избрана филмография
- „Робинзон Крузо“ („Robinson Crusoe“, 1954)
- „Хелоуин 3: Сезонът на вещицата“ („Halloween III: Season of the Witch“, 1982)
- „Последният звезден боец“ („The Last Starfighter“, 1984)
- „Робокоп“ („RoboCop“, 1987)
- „Робокоп 2“ („Robocop 2“, 1990)
- „Туин Пийкс“ („Twin Peaks“, 1990 – 1991)